# Thyridopyralis gallaerandialis
Thyridopyralis gallaerandialis är en fjärilsart som beskrevs av Dyar 1901. Thyridopyralis gallaerandialis ingår i släktet Thyridopyralis och familjen mott. Inga underarter finns listade i Catalogue of Life.